# Fleece

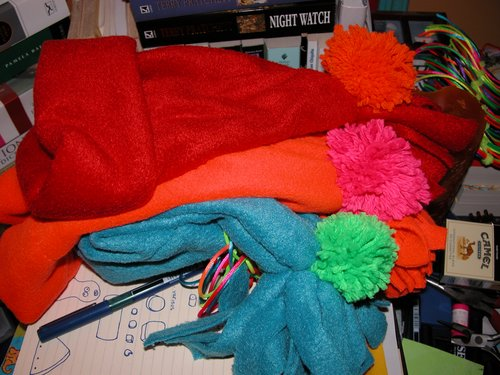
Fleece mutsen

Fleece is een manier om textiel te maken van een los geweven materiaal. Het opruwen van de vezels creëert een luchtige structuur die goed isoleert en de stof zacht doet aanvoelen. Fleece is het Engelse woord voor vacht. Andere namen zijn 'polar fleece', 'velo wool', 'vega wool' of 'polar wool'.
Het sinds de jaren 1990 sterk opgekomen weefsel bestaat meestal uit 100% polyethyleentereftalaat of PET, een getextureerde polyester, maar kan ook worden gemaakt van natuurlijke materialen zoals katoen of wol. Fleece isoleert sterk. Dit wordt bereikt door zeer los te breien en het gebreide doek daarna te wassen. Het krimpt daardoor sterk en wordt vervolgens aan een of twee zijden  geruwd en geschoren. Dit resulteert in een uiterlijk en een gevoel als van een lamsvacht.
Fleece is een veel gebruikt materiaal voor onder andere vesten en truien. Hoewel het warm is  om te dragen, is het niet winddicht. Dit kan opgelost worden door een ademend maar winddicht membraan aan te brengen tussen twee lagen fleece. Op die wijze geproduceerd materiaal wordt onder andere onder de naam Gore Tex in de handel gebracht.

## Milieu-impact
Fleece draagt vanwege de microplastics die vrijkomen bij aan de vorming van plasticsoep. Telkens als fleece wordt gewassen, komen microplastics terecht in het huishoudelijk afvalwater. Ze komen uiteindelijk terecht in rivieren en oceanen. PET is niet biologisch afbreekbaar, de verspreide microplastics worden opgenomen door al wat leeft en komen uiteindelijk terecht in de voedselketen. Om de milieu-impact te verminderen, moet men fleece zo min mogelijk wassen, en dan kort en koud en zonder waspoeder. Sommige wasmachinefilters en speciale microplastics-waszakken kunnen  een groot deel van de vezels tegenhouden.